# Wellington Monument (Somerset)
Cet article concerne le monument dans le Somerset. Pour le monument de Dublin, voir Wellington Monument.
Le Wellington Monument est un obélisque situé près de la ville de Wellington, dans les Blackdown Hills, en Angleterre.
Il honore Arthur Wellesley de Wellington, le 1er duc de Wellington.